# 阿金特猪笼草
阿金特猪笼草（学名：Nepenthes argentii）是菲律宾辛布亚岛贵亭山特有的热带食虫植物，为高地猪笼草。其种加词“argentii”来源于乔治·阿金特（George Argent）。阿金特猪笼草可能既是猪笼草属中体型最小的物种。此外，它不具有攀爬的习性。
阿金特猪笼草的原生地为亚高山灌木丛，分布于海拔1400米至1900米的地区。
在贵亭山海拔1600至1700米的地区，阿金特猪笼草与辛布亚岛猪笼草（N. sibuyanensis）同域分布。翼状猪笼草（N. alata）的攀援性类群分布于贵亭山海拔800米至1000米的低海拔地区。其被阿道夫·丹尼尔·爱德华·埃尔默描述为细花猪笼草（N. graciliflora）。该地区特有的植物还包括半边莲属植物（Lobelia proctorii）和杜鵑花屬植物（Rhododendron rousei）。
虽然辛布亚岛猪笼草可能与之杂交，但尚未发现阿金特猪笼草的自然杂交种。也未发现阿金特猪笼草的变型或变种。

## 扩展阅读
- Borneo Exotics中阿金特猪笼草的信息
- 食虫植物照片搜寻引擎中阿金特猪笼草的照片 （页面存档备份，存于）

 维基共享资源上的相關多媒體資源：阿金特猪笼草
 維基物種上的相關：阿金特猪笼草